# Dame blanche (dessert)
Pour les articles homonymes, voir Dame Blanche.
La dame blanche, appelée coupe Danemark notamment en Allemagne et en Suisse, est un dessert à base de glace à la vanille arrosée de chocolat noir fondu, parfois agrémentée de meringues, de copeaux de chocolat, de crème chantilly, de 2 cl de vodka et, en Ardèche, de crème de marrons.

## Origine
Les origines de ce dessert sont obscures, et plusieurs récits coexistent. Selon l’un d’eux, un restaurant des jardins de Tivoli, à Copenhague, se serait trouvé à court de dessert à proposer à ses clients. Le chef cuisinier aurait alors improvisé une spécialité avec les quelques ingrédients qui lui restaient, à savoir de la glace à la vanille et du chocolat noir. À la suite du succès général, cette préparation fut ajoutée au menu de l’établissement.